# Flush the Fashion
Flush the Fashion ist das zwölfte Studioalbum von Alice Cooper. Es erschien am 28. April 1980 und wurde von Roy Thomas Baker produziert. Neben Alice Cooper waren beim Songwriting auch Davey Johnstone und Fred Mandel beteiligt.

## Charts und Rezeption
Flush the Fashion erreichte in den USA Platz 40 der Charts und im Vereinigten Königreich Platz 56. Weitere Platzierungen erzielte das Album in Schweden mit Platz 34, in Norwegen mit Platz 32 und in Neuseeland mit Platz 40.
Greg Prato von Allmusic vergab für das Album 2,5 von 5 Sternen. Im Vergleich mit den Vorgängeralben Lace and Whiskey und From the Inside klinge der Sound von Flush the Fashion glatter und geschliffener. Prato führt dies auf den Produzenten Roy Baker zurück, der die Gitarrenriffs, die für Cooper typisch waren, durch Synthesizer ersetzte. Einen weiteren Grund für den untypischen Klang sieht er in Coopers erneutem Alkoholismus, durch den Flush the Fashion und die nachfolgenden Alben unvorhersehbarer und uncharakteristischer wurden.

## Titelliste
Alle Lieder wurden von Alice Cooper, Davey Johnstone und Fred Mandel geschrieben. Ausnahmen sind bei den jeweiligen Liedern in Klammer angegeben.
1. Talk Talk (Sean Bonniwell) – 2:09
2. Clones (We’re All) (David Carron) – 3:03
3. Pain – 4:06
4. Leather Boots (Geoff Westen) – 1:36
5. Aspirin Damage – 2:57
6. Nuclear Infected – 2:14
7. Grim Facts – 3:24
8. Model Citizen – 2:39
9. Dance Yourself to Death (Cooper, Frank Crandall) – 3:08
10. Headlines – 3:18

## Besetzung
- Alice Cooper: Gesang
- Davey Johnstone: Gitarre
- Fred Mandel: Keyboard, Gitarre
- Dennis Conway: Schlagzeug
- John Cooker Lopresti: Bass
- Howard Kaylan: Backing Vocals
- Mark Volman: Backing Vocals
- Keith Allison: Backing Vocals
- Joe Pizzulo: Backing Vocals
- Ricky Tierney: Backing Vocals